# 3-я Воробьёвка
3-я Воробьёвка — деревня в Золотухинском районе Курской области России. Входит в состав Будановского сельсовета.

## География
Деревня находится в северной части Курской области, в пределах северо-западной части Тимско-Щигровской гряды, в лесостепной зоне, на правом берегу ручья Сухоребрик (левый приток реки Тускари), на расстоянии примерно 15 километров (по прямой) к юго-востоку от Золотухина, административного центра района.
Климат
Климат характеризуется как умеренно континентальный, с тёплым летом и умеренно холодной зимой. Среднегодовая температура — 5,5 °C. Средняя температура воздуха самого тёплого месяца (июля) — 18,7 °C (абсолютный максимум — 37 °C); самого холодного (января) — −9,3 °C (абсолютный минимум — −35 °C). Продолжительность безморозного периода составляет в среднем 150—160 дней. Среднегодовое количество атмосферных осадков составляет 587 мм, из которых 375 мм выпадает в период с апреля по октябрь.
Часовой пояс
Деревня 3-я Воробьёвка, как и вся Курская область, находится в часовой зоне МСК (московское время). Смещение применяемого времени относительно UTC составляет +3:00.

## Население
| 2002 | 2010 |
| ---- | ---- |
| 8    | ↗11  |

Половой состав
По данным Всероссийской переписи населения 2010 года в половой структуре населения мужчины составляли 36,4 %, женщины — соответственно 63,6 %.
Национальный состав
Согласно результатам переписи 2002 года, в национальной структуре населения русские составляли 100 %.